# Порекло (Ден Браун)
Порекло (енгл. Origin) је роман који је написао амерички писац Ден Браун (енгл. Dan Brown). Роман је издат 2017. године.

## Радња
Професор науке о симболима и верске иконографије Роберт Лангдон одлази у музеј Гугенхајм у Билбао да би присуствовао шокантном открићу у историји човечанства које је реализовао један од његових бивших студената са Харварда, Едмонд Кирш, милијардер и футуролог. Наравно, све ће кренути наопако и у френетичном ритму јер ће Лангдон, заједно са елегантном директорком музеја и будућом краљицом Шпаније Амбром Видал, решавати тајне које је Кирш посејао. Уз то ће морати да избегава замке које му невидљиви непријатељ поставља, а могуће је и да га сама краљевска породица омета у истрази. 